# 大京町
大京町（日语：／ Daikyōchō */?）是東京都新宿區的町名。未實施新住居表示。2013年8月1日為止的人口有2,812人。郵遞區號160-0015。

## 地理
位於新宿區南部。北鄰四谷四丁目，東接左門町與信濃町，南與霞丘町、澀谷區千駄谷之間以JR中央線路廊為界，西與内藤町新宿御苑之間以外苑西通為界。北端靠近新宿通。幹線道路沿線高層建築林立，巷道內為住宅區。

## 歷史
1950年（昭和25年）詩人、醫師齋藤茂吉在大京町定居。

### 地名的由來
1943年（昭和18年），大番町與右京町合併，兩町各取一字作為町名。

## 交通
町域內沒有車站，北部可利用地下鐵丸之内線四谷三丁目站，南部可利用中央、總武緩行線信濃町站與千駄谷站。

## 設施
- 野口英世紀念會館
- 慶應義塾大學信濃町媒體中心（北里紀念醫學圖書館）

## 備註
1. ↑  『角川日本地名大辞典 13　東京都』、角川書店、1991年再版、P875
2. ↑  .   [2013-08-09]. （原始内容存档于2014-08-19）.
3. ↑  「斉藤茂吉略年譜」　財団法人　斎藤茂吉記念館

## 外部連結
- 新宿區役所（页面存档备份，存于）